# 扇町 (大阪市)
扇町（おうぎまち）は、大阪府大阪市北区の町名。現行行政地名は扇町1丁目および扇町2丁目。

## 地理
大阪市北区役所の置かれる北区の行政上の中心である。北で中崎1丁目、山崎町、東で天神橋4丁目、南で末広町、南扇町、西で神山町、万歳町と接する。

## 歴史
元は西成郡川崎村・北野村・本庄村の各一部。1897年（明治30年）に大阪市に編入され、1924年（大正13年）に北扇町・東扇町・西扇町・南扇町の4町が起立。町名は天満堀川に掛かっていた扇橋に由来する。1978年（昭和53年）に周辺との町界変更を伴って扇町・南扇町の2町に集約された。
1882年（明治15年）から1920年（大正9年）まで大阪刑務所（堀川監獄・大阪監獄署）が設置されていた。跡地は1923年（大正12年）に扇町公園として整備されている。

## 世帯数と人口
2019年（平成31年）3月31日現在の世帯数と人口は以下の通りである。
| 丁目      | 世帯数  | 人口  |
| --------- | ------- | ----- |
| 扇町1丁目 | 0世帯   | 0人   |
| 扇町2丁目 | 466世帯 | 834人 |
| 計        | 466世帯 | 834人 |

### 人口の変遷
国勢調査による人口の推移。
| 1995年（平成7年）  | 1,223人 | [ 5 ] |  |
| 2000年（平成12年） | 1,104人 | [ 6 ] |  |
| 2005年（平成17年） | 1,016人 | [ 7 ] |  |
| 2010年（平成22年） | 1,131人 | [ 8 ] |  |
| 2015年（平成27年） | 1,228人 | [ 9 ] |  |

### 世帯数の変遷
国勢調査による世帯数の推移。
| 1995年（平成7年）  | 483世帯 | [ 5 ] |  |
| 2000年（平成12年） | 469世帯 | [ 6 ] |  |
| 2005年（平成17年） | 441世帯 | [ 7 ] |  |
| 2010年（平成22年） | 538世帯 | [ 8 ] |  |
| 2015年（平成27年） | 560世帯 | [ 9 ] |  |

## 学区
市立小・中学校に通う場合、学区は以下の通りとなる。北区内の全ての市立中学校と、大阪市内の小中一貫校が対象で学校選択が可能（抽選を実施）。
| 丁目      | 番          | 小学校             | 中学校             |
| --------- | ----------- | ------------------ | ------------------ |
| 扇町1丁目 | 1番（一部） | 大阪市立菅北小学校 | 大阪市立天満中学校 |
| 扇町1丁目 | 1番（一部） | 大阪市立扇町小学校 | 大阪市立天満中学校 |
| 扇町2丁目 | 全域        | 大阪市立扇町小学校 | 大阪市立天満中学校 |

## 事業所
2016年（平成28年）現在の経済センサス調査による事業所数と従業員数は以下の通りである。
| 丁目               | 事業所数 | 従業員数 |
| ------------------ | -------- | -------- |
| 扇町一丁目・二丁目 | 21事業所 | 2,541人  |

## 施設

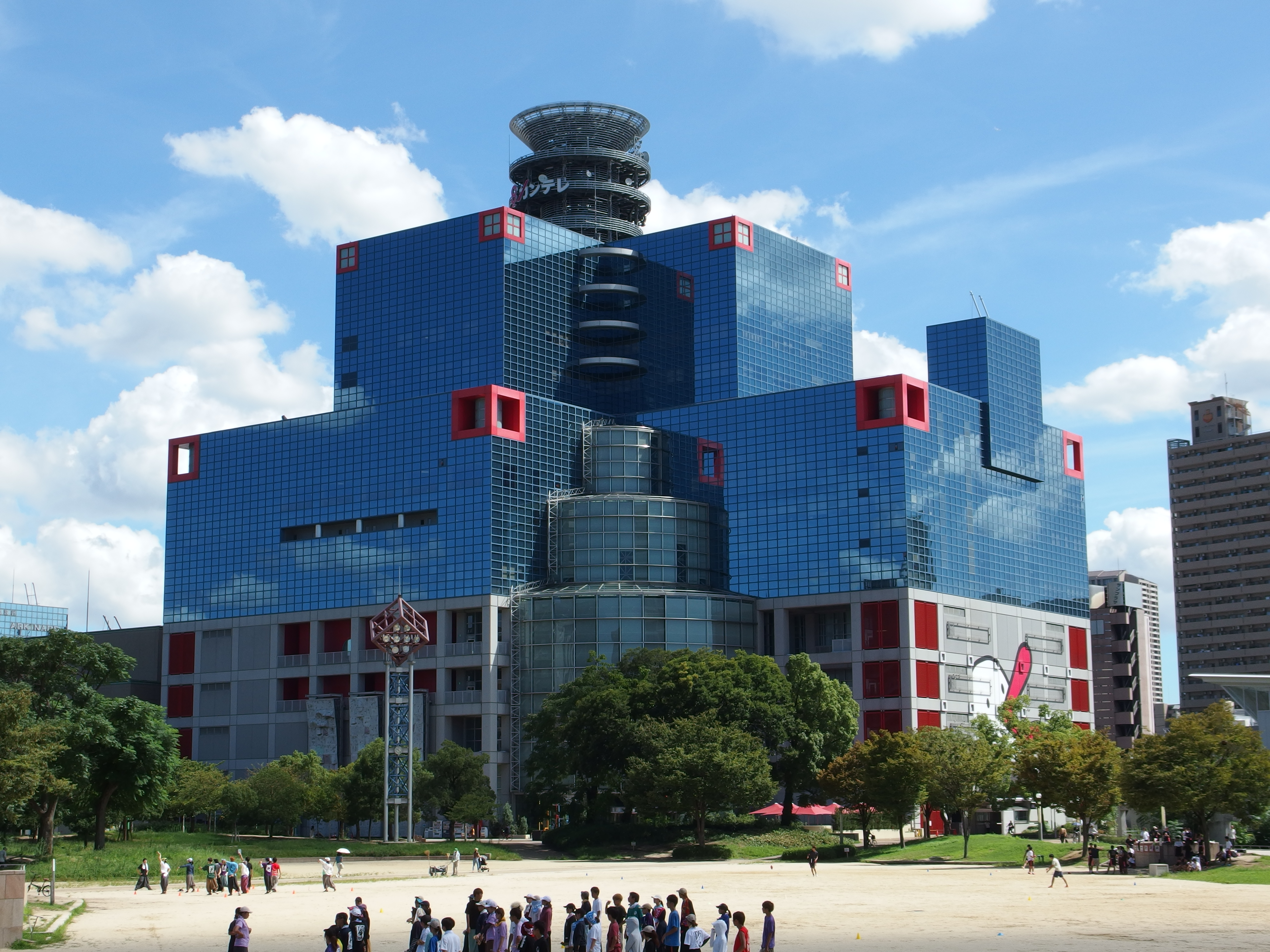
関西テレビ放送

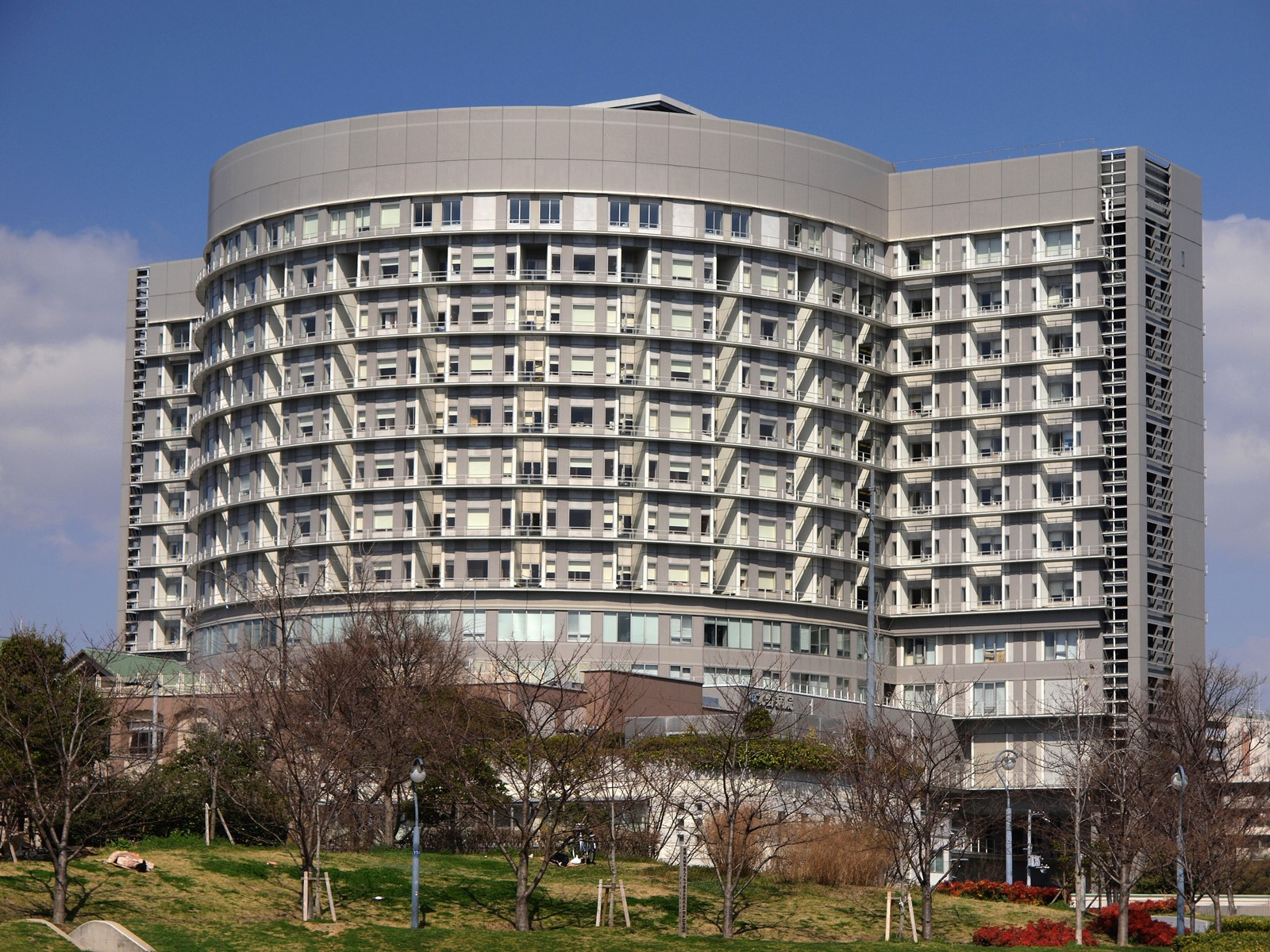
北野病院

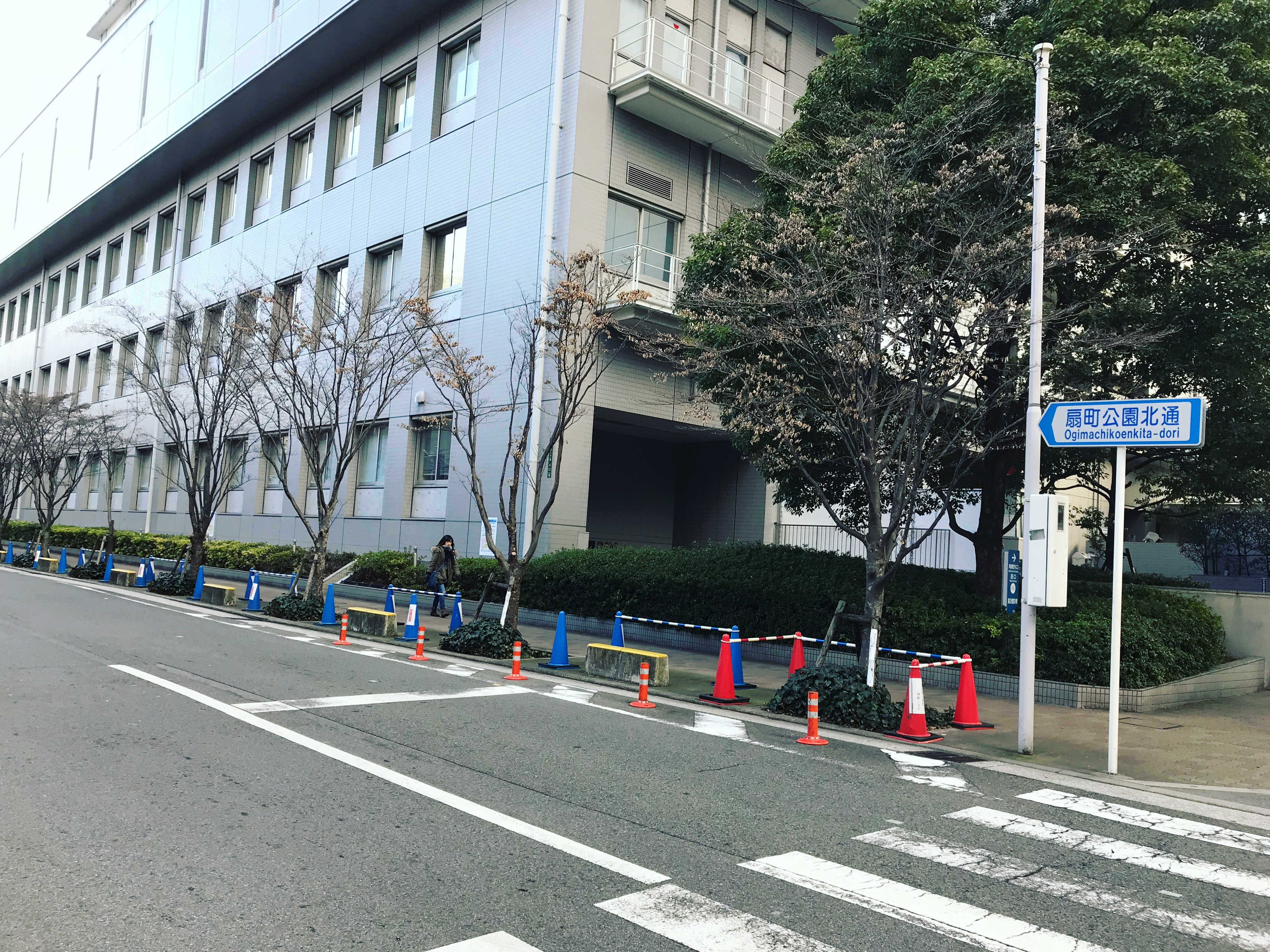
東端に位置する扇町公園北通

- 北区役所
- 扇町公園
  - 扇町プール
  - 関西テレビ放送
    - キッズプラザ大阪
- 北野病院
- 大阪市立扇町小学校

## 交通

### 鉄道
- JR大阪環状線天満駅
- 地下鉄堺筋線扇町駅（天神橋4丁目）

### 道路
- 天神橋筋商店街

高速道路
- 阪神高速12号守口線
  - 扇町入口
  - 扇町出口（末広町）

主要地方道
- 大阪市道大阪環状線（扇町通）
- 大阪府道・京都府道14号大阪高槻京都線（天神橋筋）

## その他

### 日本郵便
- 〒530-0025[3]（集配局：大阪北郵便局[12]）